# Medaglia commemorativa della Divisione Gavinana
La medaglia commemorativa della Divisione Gavinana fu una medaglia non ufficiale realizzata per iniziativa privata, rivolta a tutti coloro che avessero militato nella Divisione Gavinana dell'esercito italiano durante la guerra d'Etiopia.

## Insegne
- La medaglia era bronzea di 34mm di diametro riportante sul diritto la personificazione dell'Italia con un leone ai piedi e tenente in mano un fascio littorio, con la mano destra alzata, il tutto attorniato dalla scritta "TE TENEO LEO". Sul retro si trovavano le scritte "DIVISIONE GAVINANA" "ADVA SCIRE 3 OTTOBRE A.XIII" "UERI SEMIEN 5 MAGGIO A.XIV", il tutto sovrastato dal giglio di Firenze e sottostato del fregio dell'arma di fanteria
- Il nastro era bipartito di rosso e di bianco.